# Moema heterostigma
Moema heterostigma är en fiskart som beskrevs av Costa 2003. Moema heterostigma ingår i släktet Moema och familjen Rivulidae. Inga underarter finns listade i Catalogue of Life.